# Serpente-marinha-de-barriga-áspera
Hydrophis curtus, também conhecida como serpente-marinha-de-barriga-áspera, frequentemente inclui Hydrophis hardwickii, é uma espécie de serpente marinha da subfamília Hydrophiinae. Como a maioria das serpentes marinhas desta subfamília, é vivípara, totalmente marinha, com presas frontais e altamente venenosa. É coletada para diversos fins, incluindo alimentação humana e animal, uso medicinal e por sua pele.

## Descrição
Esta espécie apresenta grande variação no número de escamas ventrais e no grau de fragmentação das escamas parietais. Ambos os sexos possuem escamas espinhosas ao longo do corpo, mas os machos têm espinhos mais desenvolvidos. Esse dimorfismo sexual nas espinhas pode desempenhar um papel no cortejo ou na locomoção, reduzindo o arrasto hidrodinâmico.

## Distribuição
É uma espécie amplamente distribuída, restrita a águas tropicais mais quentes, como a maioria das serpentes marinhas. Sua distribuição inclui:
- Golfo Pérsico (Omã, Bahrein, Emirados Árabes Unidos, Irã)
- Oceano Índico (Bangladesh, Paquistão, Sri Lanka, Índia)
- Mar do Sul da China (norte até as costas de Fujian e Shandong)
- Estreito de Taiwan
- Arquipélago Indo-Australiano
- Costa norte da Austrália (Território do Norte, Queensland, Austrália Ocidental)
- Filipinas (Panay)
- Oceano Pacífico (Mianmar, Tailândia, Indonésia, China, Japão, Nova Guiné)
- Ilhas Andaman e Nicobar, Camboja e Singapura [1]

## Taxonomia
Originalmente considerada como duas espécies do gênero Hydrophis: Hydrophis curtus e Hydrophis hardwickii. Gritis e Voris (1990) analisaram a variação morfológica de mais de 1.400 espécimes em sua extensão geográfica e concluíram que provavelmente é uma única espécie. Seguindo a convenção de nomenclatura, o nome da espécie reverte à primeira descrição por Shaw em 1802. Análises de DNA e morfológicas confirmaram seu status filogenético como uma única espécie. Uma análise da população em 2014 encontrou fortes evidências de divergência profunda e isolamento genético ao longo de sua distribuição geográfica, sugerindo uma divisão da espécie em grupos do Oceano Índico e do Pacífico Oeste, com alta probabilidade de táxons crípticos dentro desses grupos.

## Sentido hidrodinâmico
Possuem corpúsculos (escamas sensitivas) concentrados na frente da cabeça, que podem funcionar como receptores hidrodinâmicos. Um estudo que mediu a resposta cerebral a vibrações na água constatou que H. curtus é sensível a movimentos aquáticos de baixa amplitude (100–150 Hz). A detecção de movimentos na água é útil para localizar presas, predadores ou parceiros potenciais, como demonstrado em outros animais aquáticos (por exemplo, linha lateral em peixes, bigodes em focas).